# Selskabet for Trykkefrihedens rette Brug
Selskabet for Trykkefrihedens rette Brug var ett nationalliberalt danskt sällskap som bildades i mars 1835 och blev upplöst 1848. Det gav ut tidningen Dansk Folkeblad, liksom en mängd olika skrifter och delade ut priser. Bland de mer kända medlemmarna var den senare statsministern Ditlev Gothard Monrad.